# 牙鯻屬
牙鯻屬（學名：Pelates）為日鱸目鯻科的一屬，傳統上歸類於鱸形目。

## 分類
本屬包含3個種：
- 八帶牙鯻 Pelates octolineatus (Jenyns, 1840)
- 清瀾牙鯻 Pelates qinglanensis (Sun, 1991)
- 四帶牙鯻 Pelates quadrilineatus (Bloch, 1790)：又稱列牙鯻、四線列牙鯻。

## 外部連結
- 维基共享资源上的相關多媒體資源：牙鯻屬